# 致命刃齒虎
致命刃齿虎是一種廣為人知的刃齿虎。牠生存於160萬年前的北美洲，及後遷徙至西岸及秘魯，於1萬年前滅絕。牠重130-200公斤，身高1-1.2米。牠的牙齒約有18厘米大。

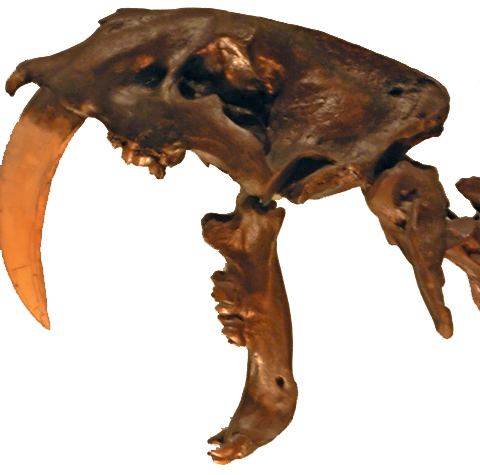
致命刃齿虎的下顎可以張開得很大。

雖然致命刃齿虎沒有現存的近親，古生物學家會以牠的骨頭與現今的大型貓科動物，以重組牠的外型。牠的前肢非常強壯及尾巴短，可見牠是埋伏捕獵獵物。
研究顯示致命刃齿虎可能會用牠的長犬齒來咬破獵物的喉嚨。牠的牙齒很細緻優美及很容易咬死獵物。牠的口可以張開達120°，現今的獅子只可以張開65°。
有些致命刃齿虎的化石在生前有癒合的徵狀。一些古生物學家指這顯示致命刃齿虎是群居的動物，集體生活及圍獵獵物，為年老及患病的成員提供食物。
由於大部份致命刃齿虎的化石都是在草原或有岩石的松樹林發現，故此推斷牠們是棲息在這些地方。
在美國洛杉磯的拉布雷亞瀝青坑中，有被坑殺的幾百頭劍虎，死亡的原因可能是牠們嘗試吃困在坑中的猛犸象。

## 外部連結
- 拉布雷亞瀝青坑 （页面存档备份，存于）